# Добровце
Добровце (словен. Dobrovce) — поселення в общині Миклавж-на-Дравськем Полю, Подравський регіон‎, Словенія.